# Мовчун, Пётр Федосеевич
Пётр Федосеевич Мовчу́н (1925—2010) — советский и украинский скульптор. Заслуженный художник УССР (1975).

## Биография
Родился 6 сентября 1925 года в селе Беличи (ныне в городской черте Киева). Обучался в Киевском художественно-промышленном училище, но из-за войны и голода обучение не закончил.
В 1944—1950 годах учился в КГХИ у профессора М. Г. Лысенко.
Вёл плодотворную творческую работу, экспонировал свои произведения на 23 художественных выставках с 1950—1982 годах в Киеве, Донецке, Львове, Варшаве, Москве. Отмечен различными почётными грамотами и благодарностями. Член СХ СССР.
За значительный вклад в «формирование и развитие художественно-архитектурного облика города Саки» художнику было присвоено звание почётного гражданина города Саки.

## Награды и премии
- Сталинская премия третьей степени (1952) — за мраморную скульптуру В. Г. Белинского (ГТГ).
- заслуженный художник УССР (1975)